# Giuseppe Vivoli
Giuseppe Vivoli (Livorno, 1779 – Livorno, 19 marzo 1853) è stato uno storico e notaio italiano.

## Biografia

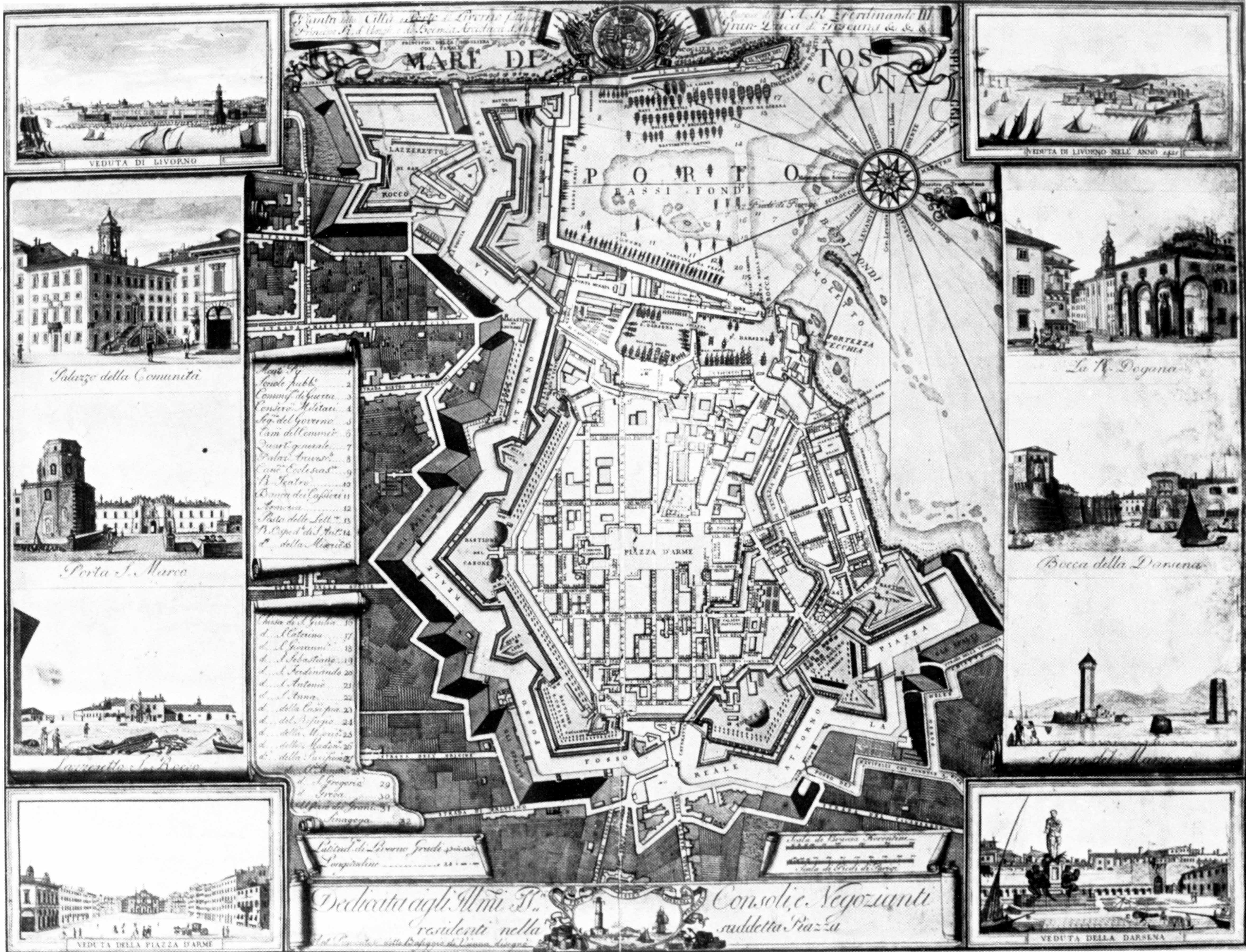
Livorno, pianta della città (1790) di Antonio Piemontesi

Giuseppe Vivoli nacque a Livorno nel 1779 da Vincenzo, commerciante di cappelli di feltro, e Marina Domenica Colombi. 
Studiò giurisprudenza all'Università di Pisa, si laureò nel  1802 e diventò notaio. Dopo un periodo a Firenze, nello studio dell'avvocato Soschi, tornò a Livorno, dove esercitò la professione notarile, nello stesso studio di Capitolino Mutti che dopo la Restaurazione fu chiamato a Firenze, dal granduca Ferdinando III di Toscana, con le funzioni di avvocato regio.
Nel 1816 Giuseppe Vivoli fu scelto per la funzione di vicesegretario nell'ufficio del Magistrato di sanità, ufficio sottoposto al governatore di Livorno e nel 1819, alla morte di Alessandro Rughi, ne diventò segretario, carica che mantenne fino al pensionamento, nel 1851. Leopoldo II di Toscana lo insignì della commenda dell'Ordine di Santo Stefano, che gli dava diritto ad una pensione.
La sua fama è legata agli Statuti dell'Accademica Labronica che ha dato origine alla Biblioteca Labronica di Livorno e alla pubblicazione di una  immane opera storiografica, gli Annali di Livorno, i cui primi quattro volumi furono pubblicati nel 1843-1846, opera rimasta incompiuta.

## Opere
Due sono le edizioni moderne degli Annali di Livorno:
- Giuseppe Vivoli, Annali di Livorno dalla sua origine sino all'anno di Gesù Cristo 1840: colle notizie riguardanti i luoghi più notevoli antichi e moderni dei suoi contorni, Livorno, Bastogi, 1974-1980, 4 vol., SBN LIA0114285.
- Giuseppe Vivoli, Annali di Livorno dalla sua origine sino all'anno di Gesù Cristo 1840: colle notizie riguardanti i luoghi più notevoli antichi e moderni dei suoi contorni. Tomo terzo, Livorno, Nabu press, 2013, 4 vol., SBN LIA0970576. Riproduzione in facsimile dell'edizione 1844.
- Giuseppe Vivoli, Guida di Livorno antico e moderno e dei luoghi più notabili dei suoi contorni, Firenze, Vallecchi, 1956, SBN LIA0001886.

## Archivio personale
Alla Biblioteca comunale Labronica Francesco Domenico Guerrazzi si conserva un "Fondo Giuseppe Vivoli", acquistato nella seconda metà dell'Ottocento, sulla base di un "testamento letterario", datato 16 luglio 1846, che autorizzava figli Guglielmo e Pietro, in caso di ristrettezze economiche, a cedere le carte paterne "al granduca, ovvero alla Comunità di Livorno; ma giammai per meno di scudi 4mila". Il fondo Giuseppe Vivoli, suddiviso in 50 faldoni, è costituito da migliaia di pagine manoscritte degli Annali di Livorno dalla sua origine sino all'anno di Gesù Cristo 1840. Oltre a minute dei quattro volumi pubblicati dal 1843-1846, (storia livornese dalle origini al 1737), ci sono minute del seguito, fino alla fine del regno Leopoldo II d'Asburgo-Lorena. Contiene inoltre appunti, trascrizioni da documenti d'archivio e da fonti edite, tanto per i volumi pubblicati, quanto per quelli da pubblicare. La Biblioteca biomedica (Università degli Studi di Firenze) conserva un "Fondo Giuseppe Vivoli", costituito da un faldone con documentazione a stampa, (circa 300 carte) relativa a regolamenti di polizia sanitaria di varie località della costa ligure e francese e a quadri di confronto tra le tariffe francesi e toscane.